# آنتوان فوره
آنتوان فوره (فرانسوی: Antoine Fauré‎؛ ۲۴ دسامبر ۱۸۸۳ – ۹ سپتامبر ۱۹۵۴) دوچرخه‌سوار اهل فرانسه بود.